# Héctor Fort
Héctor Fort (Barcellona, 2 agosto 2006) è un calciatore spagnolo, difensore del Barcellona e della nazionale Under-19 spagnola.

## Carriera
Prodotto del Barcellona, esordisce con la prima squadra il 13 dicembre 2023, nella partita di Champions League persa 3-2 contro l'Anversa. Viene convocato in pianta stabile da Xavi in prima squadra dove viene schierato come terzino sinistro e colleziona 7 presenze nella Liga servendo anche 2 assist.
Il 29 Maggio 2024 rinnova con il Barcellona fino al 30 giugno 2026.

## Statistiche
| Stagione        | Squadra         | Campionato      | Campionato | Campionato | Coppe nazionali | Coppe nazionali | Coppe nazionali | Coppe continentali | Coppe continentali | Coppe continentali | Altre coppe | Altre coppe | Altre coppe | Totale | Totale | Totale |
| Stagione        | Squadra         | Comp            | Pres       | Reti       | Comp            | Pres            | Reti            | Comp               | Pres               | Reti               | Comp        | Pres        | Reti        | Pres   | Reti   |        |
| --------------- | --------------- | --------------- | ---------- | ---------- | --------------- | --------------- | --------------- | ------------------ | ------------------ | ------------------ | ----------- | ----------- | ----------- | ------ | ------ | ------ |
| 2023-2024       | Barcellona B    | PF              | 13         | 1          |                 | -               | -               |                    | -                  | -                  |             | -           | -           | 13     | 1      |        |
| 2023-2024       | Barcellona      | PD              | 5          | 0          | CR              | 2               | 0               | CL                 | 1                  | 0                  | S           | 0           | 0           | 8      | 0      |        |
| Totale carriera | Totale carriera | Totale carriera | 18         | 1          |                 | 2               | 0               |                    | 1                  | 0                  |             | 0           | 0           | 21     | 1      |        |

## Palmàres

### Club
- Supercoppa di Spagna: 1

Barcellona: 2025
- Coppa di Spagna: 1

Barcellona: 2024-2025
- Campionato spagnolo: 1

Barcellona: 2024-2025